# Krzynowłoga Mała (gemeente)
De gemeente Krzynowłoga Mała is een landgemeente in het Poolse woiwodschap Mazovië, in powiat Przasnyski.
De zetel van de gemeente is in Krzynowłoga Mała.
Op 30 juni 2004 telde de gemeente 3601 inwoners.

## Oppervlakte gegevens
In 2002 bedroeg de totale oppervlakte van gemeente Krzynowłoga Mała 184,4 km², waarvan:
- agrarisch gebied: 67%
- bossen: 29%

De gemeente beslaat 15,14% van de totale oppervlakte van de powiat.

## Demografie
Stand op 30 juni 2004:
| Omschrijving                   | Totaal | Totaal | Vrouwen | Vrouwen | Mannen | Mannen |
| ------------------------------ | ------ | ------ | ------- | ------- | ------ | ------ |
| eenheid                        | aantal | %      | aantal  | %       | aantal | %      |
| inwoners                       | 3601   | 100    | 1778    | 49,4    | 1823   | 50,6   |
| bevolkingsdichtheid (inw./km²) | 19,5   | 19,5   | 9,6     | 9,6     | 9,9    | 9,9    |

In 2002 bedroeg het gemiddelde inkomen per inwoner 1438,57 zł.

## Administratieve plaatsen (sołectwo)
Borowe-Chrzczany, Bystre-Chrzany, Chmieleń Wielki, Chmielonek, Cichowo, Czaplice-Bąki, Czaplice-Kurki, Gadomiec-Jędryki, Gadomiec-Wyraki, Gąski-Wąsosze, Grabowo-Rżańce, Kaki-Mroczki, Kawieczyno-Saksary, Krajewo-Kłódki, Krajewo Wielkie, Krzynowłoga Mała, Łanięta, Łoje, Marianowo, Masiak, Morawy Wielkie, Ostrowe-Stańczyki, Ożumiech, Piastów, Plewnik, Romany-Fuszki, Romany-Janowięta, Romany-Sebory, Romany-Sędzięta, Rudno Jeziorowe, Rudno Kmiece, Rudno-Kosiły, Skierkowizna, Świniary, Ulatowo-Adamy, Ulatowo-Czerniaki, Ulatowo-Zalesie, Ulatowo-Żyły, Wiktorowo, Wiktorowo-Kolonia.
Zonder de status sołectwo : Borowe-Gryki, Ulatowo-Borzuchy.

## Aangrenzende gemeenten
Chorzele, Czernice Borowe, Dzierzgowo, Jednorożec, Przasnysz
- Virtual International Authority File: 296668473